# Primera dama de Guatemala
La primera dama de la nación (o conocida como la esposa del presidente de Guatemala), es un título no oficial que se otorga a la esposa del presidente de la República, el título a veces se utiliza para referirse únicamente a la esposa del presidente en ejercicio. Sin embargo, en ocasiones el presidente era soltero, viudo o divorciado, por lo que se queda vacante (en el caso de Manuel Estrada Cabrera que se quedó viudo, Álvaro Colom que se divorció o Alejandro Giammattei que se separó de su esposa antes de llegar a la presidencia). 
La primera dama tiene a su cargo la coordinación las obras sociales, políticas, programas y proyectos destinados a la infancia, niñez y adolescencia a través de la Secretaría de Obras Sociales de la Esposa del Presidente; cuyo objetivo primordial es impulsar e implementar programas de carácter social que beneficien a los niños, las niñas, las familias y la comunidad en general. Así también, la Secretaría de Bienestar Social, ente rector a cargo de las políticas públicas de protección integral de la niñez y la adolescencia.
El despacho de la primera dama, ubicado en la Casa Presidencial, exhiben retratos de dieciséis ex primeras damas, siendo las únicas reconocidas formalmente.

## Primeras damas de Guatemala
Primeras damas oficialmente reconocidas
| Primera dama | Primera dama                          | Primera dama                                                 | Presidente                                                             | Periodo                                            |
| ------------ | ------------------------------------- | ------------------------------------------------------------ | ---------------------------------------------------------------------- | -------------------------------------------------- |
| 1            |                                       | Petrona Álvarez de Carrera                                   | Rafael Carrera y Turcios                                               | 4 de diciembre de 1844 - 17 de agosto de 1848      |
| 2            |                                       | Vacante                                                      | Juan Antonio Martínez                                                  | 16 de agosto - 28 de noviembre de 1848             |
| 3            |                                       | Vacante                                                      | José Bernardo Escobar                                                  | 28 de noviembre de 1848 - 18 de enero de 1849      |
| 4            |                                       | Vacante                                                      | Mariano Paredes                                                        | 18 de enero de 1849 - 6 de noviembre de 1851       |
| 5            |                                       | Petrona Álvarez de Carrera                                   | Rafael Carrera y Turcios                                               | 6 de noviembre de 1851 - 17 de agosto de 1857      |
|              |                                       | Vacante                                                      | Rafael Carrera y Turcios                                               | 17 de agosto de 1857-14 de abril de 1865           |
| 6            |                                       | María Dolores de Aycinena y Micheo                           | Pedro de Aycinena                                                      | 14 de abril - 24 de mayo de 1865                   |
| 7            |                                       | Josefa Gutiérrez Argueta de Cerna                            | Vicente Cerna y Cerna                                                  | 24 de mayo de 1865 - 29 de junio de 1871           |
| 8            |                                       | María Saborío y García Granados                              | Miguel García Granados                                                 | 1 de julio de 1871 - 4 de diciembre de 1873        |
| 9            |                                       | Francisca Aparicio y Auyón de Barrios                        | Justo Rufino Barrios                                                   | 4 de diciembre de 1873- 22 de junio de 1882        |
| 9            | Rafaela Monterroso Cardona de Orantes | José María Orantes                                           | 23 de junio de 1882 - 5 de enero de 1883                               |                                                    |
| 9            | Francisca Aparicio y Auyón de Barrios | Justo Rufino Barrios                                         | 6 de enero de 1883-2 de abril de 1885                                  |                                                    |
| 10           |                                       | Carmen Ramírez de Sinibaldi                                  | Alejandro M. Sinibaldi                                                 | 2 de abril - 6 de abril de 1885                    |
| 11           |                                       | María Robles de Barillas                                     | Manuel Lisandro Barillas                                               | 6 de abril de 1885 - 15 de marzo de 1892           |
| 12           |                                       | Algeria Benton de Reyna                                      | José María Reina Barrios                                               | 15 de marzo de 1892 - 8 de febrero de 1898         |
| 13           |                                       | Desideria Ocampo de Estrada                                  | Manuel Estrada Cabrera                                                 | 8 de febrero de 1898 - 9 de abril de 1910          |
| —            |                                       | Vacante                                                      | Manuel Estrada Cabrera                                                 | 9 de abril de 1910 - 15 de abril de 1920           |
| 14           |                                       | Mercedes Llerandi de Herrera                                 | Carlos Herrera y Luna                                                  | 15 de abril de 1920 - 10 de diciembre de 1921      |
| 15           |                                       | Mercedes Flores de Orellana                                  | José María Orellana                                                    | 10 de diciembre de 1921 - 26 de septiembre de 1926 |
| 16           |                                       | Josefina de Chacón                                           | Lázaro Chacón González                                                 | 26 de septiembre de 1926 - 13 de diciembre de 1930 |
| 17           |                                       | Luz Castañeda de Palma                                       | Baudilio Palma                                                         | 13 de diciembre - 17 de diciembre de 1930          |
| 18           |                                       | Soledad Trabanino de Andrade                                 | José María Reina Andrade                                               | 2 de enero - 14 de febrero de 1931                 |
| 19           |                                       | Marta Lainfiesta de Ubico                                    | Jorge Ubico Castañeda                                                  | 14 de febrero de 1931 - 1 de julio de 1944         |
| 20           |                                       | María Judith Ramírez Prado de Ponce Vaides                   | Federico Ponce Vaides                                                  | 4 de julio - 20 de octubre de 1944                 |
| 21           |                                       | María Cristina Vilanova Amalia Mancilla María Leonor Saravia | Junta Militar de Gobierno Jacobo Árbenz Francisco Arana Jorge Toriello | 20 de octubre de 1944 - 15 de marzo de 1945        |
| 22           |                                       | Elisa Martínez Contreras de Árevalo                          | Juan José Arévalo                                                      | 15 de marzo de 1945 - 15 de marzo de 1951          |
| 23           |                                       | María Cristina Vilanova de Árbenz                            | Jacobo Árbenz                                                          | 15 de marzo de 1951 - 27 de julio de 1954          |
| 24           |                                       | Odilia Palomo Paíz de Castillo                               | Carlos Castillo Armas                                                  | 1 de septiembre de 1954 - 26 de julio de 1957      |
| 25           |                                       | Julia Solís Gallardo de Gónzales                             | Luis Arturo González López                                             | 27 de julio - 24 de octubre de 1957                |
| 26           |                                       | Virginia Ruiz de Flores                                      | Guillermo Flores Avendaño                                              | 27 de octubre de 1957 - 2 de marzo de 1958         |
| 27           |                                       | María Teresa Laparra de Ydígoras                             | Miguel Ydígoras Fuentes                                                | 2 de marzo de 1958 - 31 de marzo de 1963           |
| 28           |                                       | Beli de Peralta                                              | Enrique Peralta Azurdia                                                | 31 de marzo de 1963 - 1 de julio de 1966           |
| 29           |                                       | Sara de la Hoz de Méndez                                     | Julio César Méndez Montenegro                                          | 1 de julio de 1966 - 1 de julio de 1970            |
| 30           |                                       | Álida España de Arana                                        | Carlos Manuel Arana Osorio                                             | 1 de julio de 1970 - 1 de julio de 1974            |
| 31           |                                       | Helen Lossi de Laugerud                                      | Kjell Eugenio Laugerud García                                          | 1 de julio de 1974 - 1 de julio de 1978            |
| 32           |                                       | Elsa Cirigliano de Lucas                                     | Fernando Romeo Lucas García                                            | 1 de julio de 1978 - 23 de marzo de 1982           |
| 33           |                                       | Teresa Sosa de Ríos                                          | Efraín Ríos Montt                                                      | 23 de marzo de 1982 - 8 de agosto de 1983          |
| 34           |                                       | Aura Rosario Rosal López                                     | Óscar Humberto Mejía Víctores                                          | 8 de agosto de 1983 - 14 de enero de 1986          |
| 35           |                                       | Raquel Blandón de Cerezo                                     | Vinicio Cerezo                                                         | 14 de enero de 1986 - 14 de enero de 1990          |
| 36           |                                       | Magda Bianchi de Serrano                                     | Jorge Serrano Elías                                                    | 14 de enero de 1990 - 31 de mayo de 1993           |
| 37           |                                       | María Eugenia Morales de León                                | Ramiro de León Carpio                                                  | 6 de junio de 1993 - 14 de enero de 1996           |
| 38           |                                       | Patricia Escobar de Arzú                                     | Álvaro Arzú Irigoyen                                                   | 14 de enero de 1996 - 14 de enero de 2000          |
| 39           |                                       | Evelyn Morataya de Portillo                                  | Alfonso Portillo                                                       | 14 de enero de 2000 - 14 de enero de 2004          |
| 40           |                                       | Wendy Widmann de Berger                                      | Óscar Berger                                                           | 14 de enero de 2004 - 14 de enero de 2008          |
| 41           |                                       | Sandra Torres de Colom                                       | Álvaro Colom                                                           | 14 de enero de 2008 - 7 de abril de 2011           |
| —            |                                       | Vacante                                                      | Álvaro Colom                                                           | 8 de abril de 2011 - 14 de enero de 2012           |
| 42           |                                       | Rosa Leal de Pérez                                           | Otto Pérez Molina                                                      | 14 de enero de 2012 - 2 de septiembre de 2015      |
| 43           |                                       | Ana Fagiani de Maldonado                                     | Alejandro Maldonado Aguirre                                            | 3 de septiembre de 2015 -14 de enero de 2016       |
| 44           |                                       | Hilda Patricia Marroquín de Morales                          | Jimmy Morales                                                          | 14 de enero de 2016 - 14 de enero de 2020          |
| —            |                                       | Vacante                                                      | Alejandro Giammattei                                                   | 14 de enero de 2020 - 14 de enero de 2024          |
| 45           |                                       | Lucrecia Peinado de Arévalo                                  | Bernardo Arévalo                                                       | 15 de enero de 2024-presente                       |

## Estadísticas
Ha habido cinco primeras damas no guatemaltecas: Algeria Benton, nacida en Estados Unidos, María Cristina Vilanova y Patricia Escobar, nacidas en El Salvador, Elisa Martínez, nacida en Argentina y Elsa Cirigliano, nacida en Venezuela. Anteriormente, la esposa del presidente recibía nada más el título de «esposa del presidente», y su rol era meramente participar en actos de caridad y filantropía. También a partir de Francisca Aparicio, recibían el título de «la presidenta» o simplemente «presidenta de Guatemala». La primera dama más joven en asumir el cargo fue Francisca Aparicio de Barrios, quién asumió el rol de primera dama cuando tenía 15 años.
Las primeras damas con aspiraciones políticas han sido: Teresa Sosa de Ríos, esposa de Efraín Ríos Montt, Raquel Blandón Sandoval, esposa de Vinicio Cerezo, Patricia Escobar, esposa de Álvaro Arzú, Evelyn Morataya, esposa de Alfonso Portillo y Sandra Torres, esposa de Álvaro Colom.

## Ex primeras damas vivas
A partir de septiembre de 2024, hay ocho ex primeras damas vivas, siendo ellas:

Magda Bianchi de Serrano Período: 1991–1993 Nació en 1949 (75 años) Esposa de Jorge Serrano Elías
María Eugenia Morales Período: 1993–1996 Nació en 1947 (78 años) Esposa de Ramiro de León Carpio
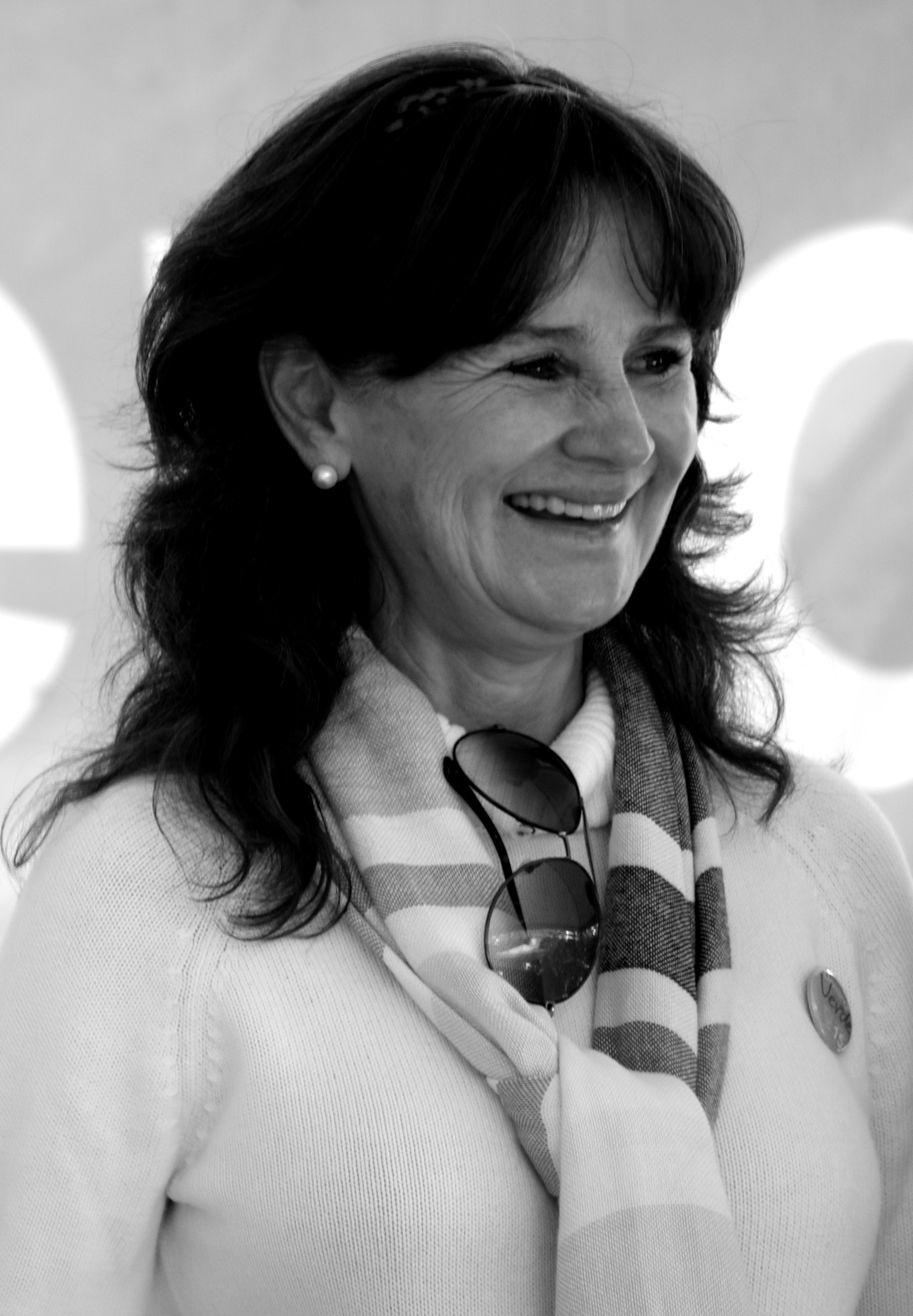
Patricia de Arzú Período: 1996–2000 Nació en 1953 (71 años) Esposa de Álvaro Arzú
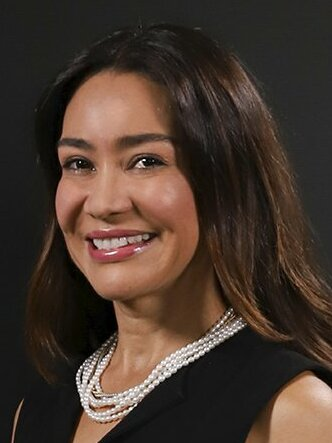
Evelyn Morataya Período: 2000–2004 Nació en 1972 (52 años) Esposa de Alfonso Portillo
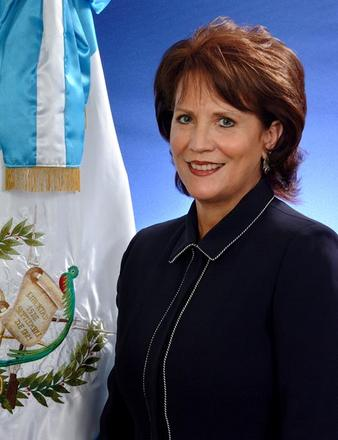
Wendy Widmann de Berger Período: 2004–2008 Nació en 1946 (78 años) Esposa de Óscar Berger
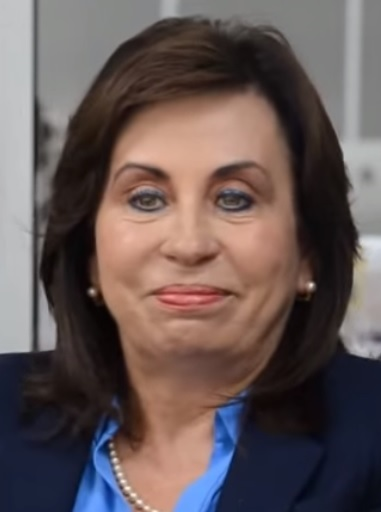
Sandra Torres Período: 2008–2011 Nació en 1955 (69 años) Esposa de Álvaro Colom
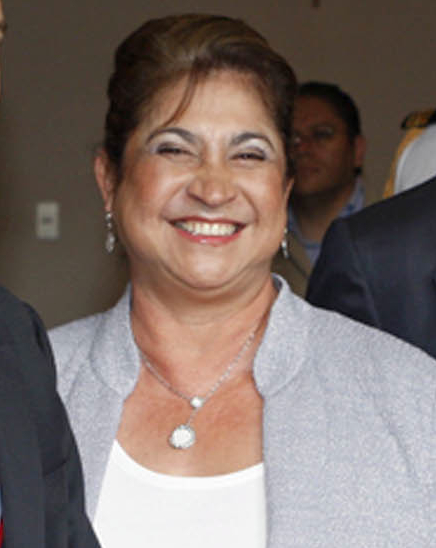
Rosa Leal de Pérez Período: 2012–2015 Nació en 1953 (71 años) Esposa de Otto Pérez Molina
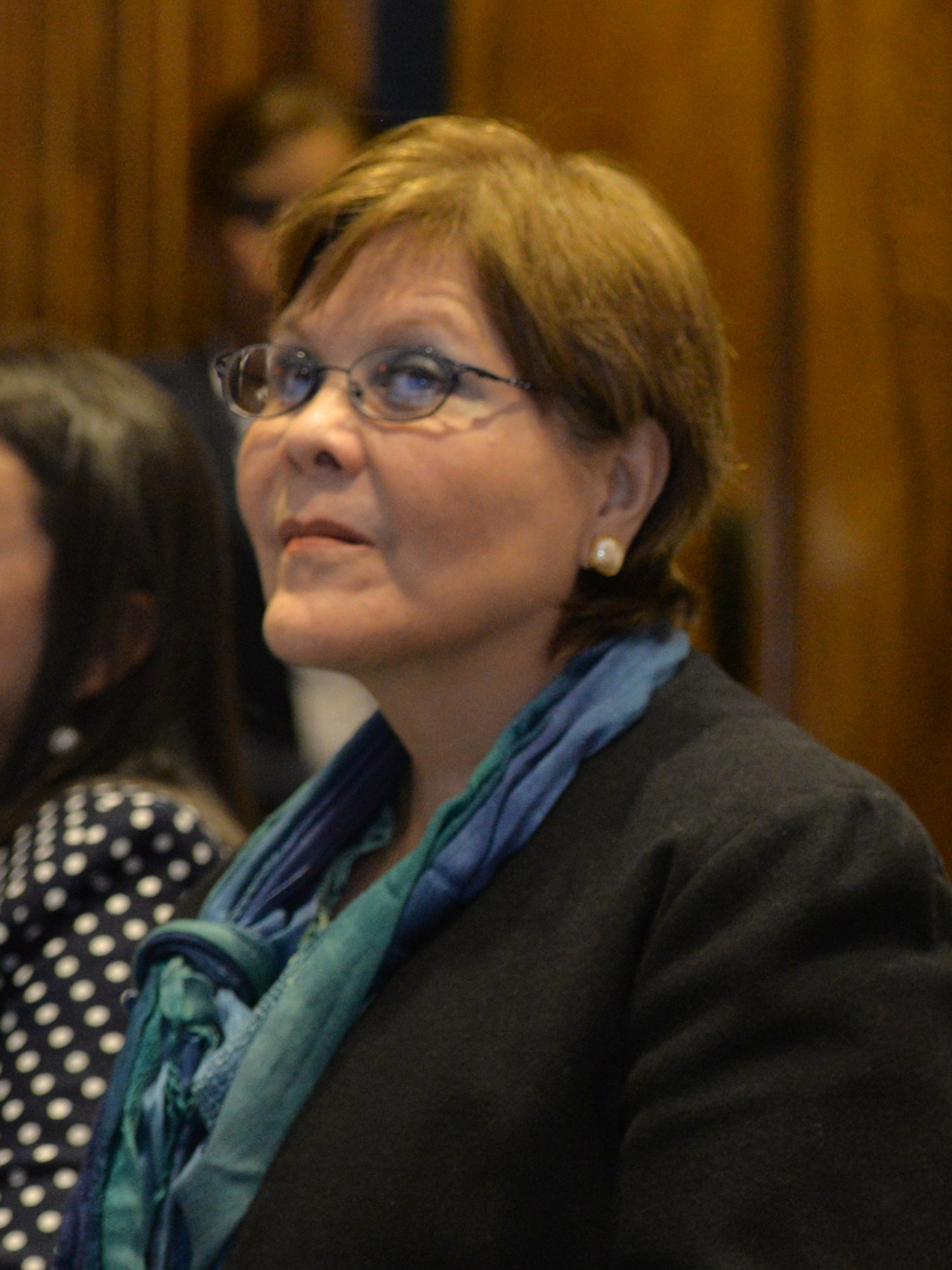
Ana Fagiani de Maldonado Período: 2015–2016 Nació en 1956 (68 años) Esposa de Alejandro Maldonado Aguirre
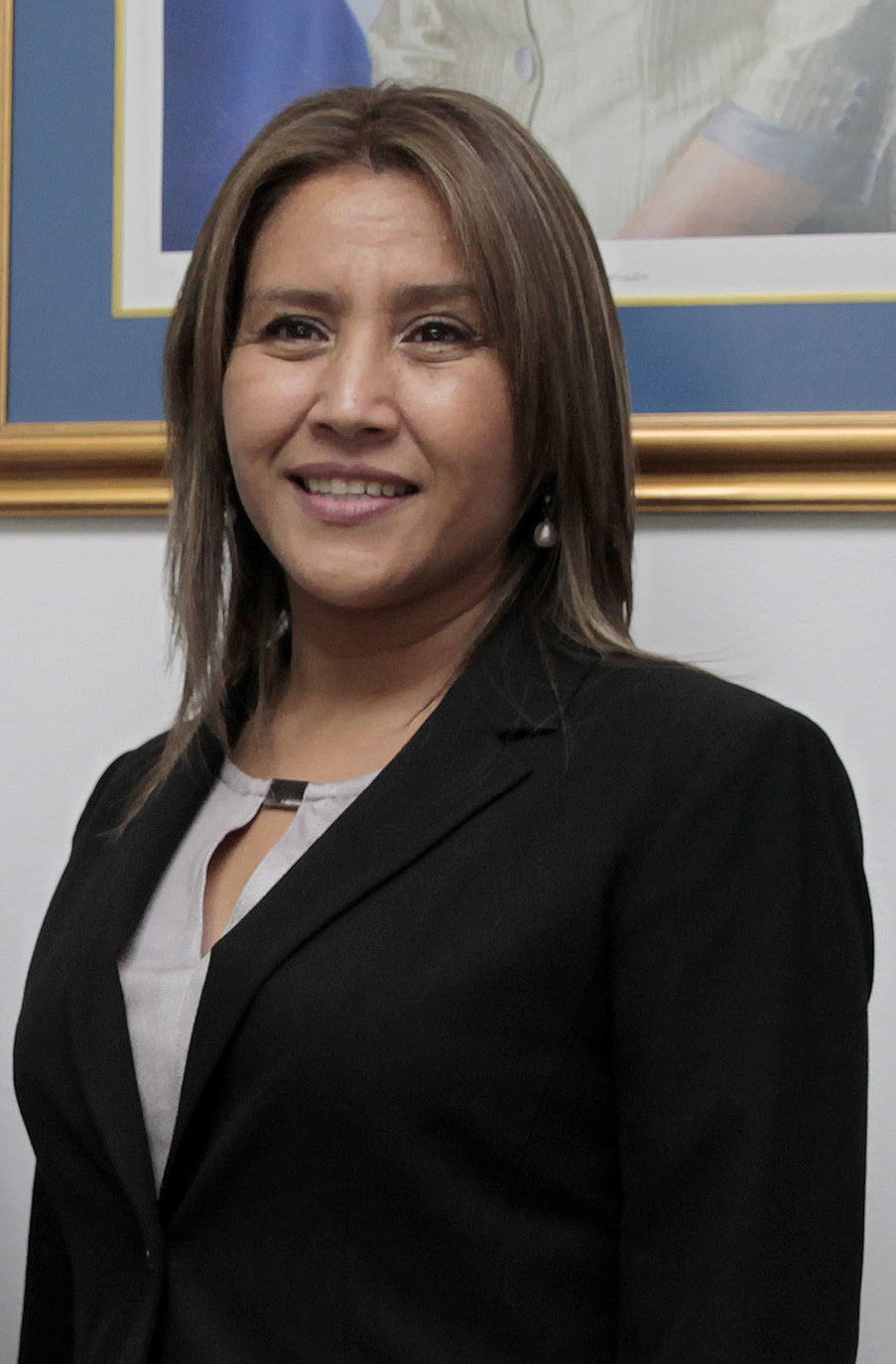
Patricia Marroquín de Morales Período: 2016–2020 Nació en 1970 (54 años) Esposa de Jimmy Morales